# Unión Deportiva Las Palmas 2016-2017
Questa voce raccoglie le informazioni riguardanti il Las Palmas nelle competizioni ufficiali della stagione 2016-2017.

## Rosa
| N. |                      | Ruolo | Calciatore              |
| -- | -------------------- | ----- | ----------------------- |
| 1  | Spagna (bandiera)    | P     | Raúl Lizoain            |
| 2  | Spagna (bandiera)    | D     | David Simón             |
| 3  | Spagna (bandiera)    | D     | Alberto de la Bella     |
| 4  | Germania (bandiera)  | A     | Danny Blum              |
| 5  | Spagna (bandiera)    | D     | David García (capitano) |
| 6  | Spagna (bandiera)    | C     | Christian Rivera        |
| 7  | Spagna (bandiera)    | A     | Rubén Castro            |
| 8  | Spagna (bandiera)    | C     | Maikel Mesa             |
| 9  | Spagna (bandiera)    | A     | Rafa Mir                |
| 10 | Argentina (bandiera) | A     | Sergio Araujo           |
| 11 | Spagna (bandiera)    | C     | Momo                    |
| 12 | Spagna (bandiera)    | A     | Edu Espiau              |
| 13 | Spagna (bandiera)    | P     | Nauzet Pérez            |

| N. |                      | Ruolo | Calciatore       |
| -- | -------------------- | ----- | ---------------- |
| 14 | Spagna (bandiera)    | D     | Álvaro Lemos     |
| 15 | Spagna (bandiera)    | D     | Deivid           |
| 16 | Spagna (bandiera)    | A     | Fidel            |
| 17 | Rep. Ceca (bandiera) | A     | Tomáš Pekhart    |
| 18 | Spagna (bandiera)    | C     | Javi Castellano  |
| 19 | Argentina (bandiera) | C     | Mateo García     |
| 20 | Spagna (bandiera)    | D     | Juan Cala        |
| 21 | Argentina (bandiera) | D     | Martín Mantovani |
| 22 | Spagna (bandiera)    | C     | Benito Ramírez   |
| 23 | Spagna (bandiera)    | D     | Dani Castellano  |
| 24 | Spagna (bandiera)    | A     | Tana             |
| 25 | Mali (bandiera)      | A     | Hadi Sacko       |
|    | Argentina (bandiera) | C     | Gabriel Peñalba  |

## Primera División
Il Las Palmas ha chiuso il campionato al quattordicesimo posto con 39 punti, frutto di 10 vittorie, 9 pareggi e 19 sconfitte.

## Coppa del Re
In Coppa del Re il club ha raggiunto gli ottavi di finale, dove è stato eliminato dall'Atlético Madrid (0-2 per l'Atlético Madrid all'andata, 2-3 per il Las Palmas al ritorno).